# Setina crassipuncta
Setina crassipuncta là một loài bướm đêm thuộc phân họ Arctiinae, họ Erebidae.